# Алілювання за Тростом
Алілювання за Тростом (англ. Trost allylation) — каталізоване паладієм алкілювання нуклеофілів, що відбувається за механізмом SN2 або SN2', залежно від каталізатора, нуклеофіла та замісників у субстраті.